# Phyllachora muhlenbergiae
Phyllachora muhlenbergiae är en svampart som först beskrevs av Job Bicknell Ellis, och fick sitt nu gällande namn av Pier Andrea Saccardo 1883. Phyllachora muhlenbergiae ingår i släktet Phyllachora och familjen Phyllachoraceae.   Inga underarter finns listade i Catalogue of Life.